# 928 (szám)
A 928 (római számmal: CMXXVIII) egy természetes szám.

## A szám a matematikában
A tízes számrendszerbeli 928-as a kettes számrendszerben 1110100000, a nyolcas számrendszerben 1640, a tizenhatos számrendszerben 3A0 alakban írható fel.
A 928 páros szám, összetett szám, négy (227 + 229 + 233 + 239), illetve nyolc egymást követő prím (101 + 103 + 107 + 109 + 113 + 127 + 131 + 137) összege, boldog szám. Kanonikus alakban a 25 · 291 szorzattal, normálalakban a 9,28 · 102 szorzattal írható fel. Tizenkét osztója van a természetes számok halmazán, ezek növekvő sorrendben: 1, 2, 4, 8, 16, 29, 32, 58, 116, 232, 464 és 928.